# Helmut Lachenmann
Helmut Friedrich Lachenmann (Stoccarda, 27 novembre 1935) è un compositore tedesco.
A undici anni, dopo la Seconda guerra mondiale, inizia a cantare nel coro della chiesa locale. Studia pianoforte con Jürgen Uhde e composizione con Johann Nepomuk David al conservatorio di Stuttgart dal 1955 al 1958. Successivamente, segue privatamente le lezioni del compositore Luigi Nono, a Venezia, cui rimarrà sempre legato da profonda amicizia, ed è stato allievo di Karlheinz Stockhausen a Colonia. Ha insegnato a Stoccarda e a Hannover. Tra i suoi allievi più importanti si ricordano Mark Andre, Alvaro Carlevaro, Clemens Gadenstätter, Harald Muenz, Manuel Hidalgo, Shigeru Kan-no, Juliane Klein, Mayako Kubo, Wolfram G. Schurig, Kunsu Shim e Stefan Streich.
Partito dalle esperienze del puntillismo, ha poi approfondito l'indagine sulla concretezza della materia sonora, specie con l'uso di strumenti che amplificano le sfumature del suono in regioni che altrimenti sarebbero al di fuori della percezione.
Il suo nome è associato alla musica concreta, perché Lachenmann ha descritto le sue composizioni come musica concreta strumentale, la quale implica un linguaggio musicale che abbraccia la totalità del mondo sonoro accessibile mediante tecniche interpretative non convenzionali.
Nel 2008 riceve il Leone d'oro alla carriera del 52º Festival Internazionale di Musica Contemporanea della Biennale di Venezia con questa motivazione:

## Opere
- Cinque variazioni sopra un tema di Franz Schubert (Valzer in do diesis minore, D643), per pianoforte (1956)
- Rondo, per due pianoforti (1957)
- Souvenir, per 41 strumenti (1959)
- Due Giri, due studi per orchestra (1960)
- Tripelsextett, per 18 strumenti (1960-61)
- Fünf Strophen, per 9 strumenti (1961)
- Echo Andante, per pianoforte (1961-62)
- Angelion, per 16 strumenti (1962-63)
- Wiegenmusik, per pianoforte (1963)
- Introversion I, per 18 strumenti (1963)
- Introversion II, per 8 strumenti (1964)
- Scenario, per nastro magnetico (1965)
- Streichtrio I, per violino, viola e violoncello (1965)
- Intérieur I, per un percussionista (1966)
- Notturno, per piccola orchestra e violoncello solista (1966/67)
- Trio fluido, per clarinetto, viola e percussioni (1966/68)
- Consolations I, per 12 voci e percussioni (1967)
- temA, per flauto, voce e violoncello (1968)
- Consolations II, per 16 voci (1968)
- Air, musica per grande orchestra con assolo di percussioni (1968-69)
- Pression, per violoncello (1969-70)
- Dal niente (Interieur III), per clarinetto (1970)
- Guero, studio per pianoforte (1970)
- Kontrakadenz, per grande orchestra (1970-71)
- Montage, per clarinetto, violoncello e pianoforte (1971)
- Klangschatten - mein Saitenspiel, per tre pianoforti preparati e ensemble d'archi (1972)
- Gran Torso, musica per quartetto d'archi (1972)
- Fassade, per grande orchestra (1973)
- Schwankungen am Rand, "Musik für Blech & Saiten" (1974-75)
- Zwei Studien, per violino (1974)
- Accanto, musica per clarinetto solista e orchestra (1975-76)
- Les Consolations, per coro e orchestra (1976-78)
- Salut für Caudwell, musica per due chitarre (1977)
- Tanzsuite mit Deutschlandlied, musica per orchestra e quartetto d'archi (1979-80)
- Ein Kinderspiel, sette piccoli pezzi per pianoforte (1980)
- Harmonica, musica per grande orchestra e tuba solista (1981-83)
- Mouvement (- vor der Erstarrung), per ensemble (1982/84)
- Ausklang, per pianoforte e orchestra (1984-85)
- Dritte Stimme zu J.S. Bachs zweistimmiger Invention d-moll BWV775, per tre strumenti (1985)
- Staub, per orchestra (1985-87)
- Toccatina, studio per violino (1986)
- Allegro sostenuto, musica per clarinetto , violoncello e pianoforte (1986-88)
- Tableau, per orchestra (1988)
- Reigen seliger Geister, 2° quartetto d'archi (1989)
- "...zwei Gefühle...", "Musik mit Leonardo" per speaker e ensemble (1992)
- Das Mädchen mit den Schwefelhölzern, musica con immagini (Musiktheater) - musica teatrale per grandissima orchestra e solisti (1988-96)
- Serynade, per pianoforte (1998)
- NUN, per flauto, trombone, coro maschile e orchestra (1999)
- Sukura-Variationen, per sassofono, percussioni e pianoforte (2000)
- Grido, 3° quartetto d'archi (2001)
- Schreiben, per orchestra (2003)
- Double (Grido II), per orchestra d'archi (2004)
- Concertini, per grande ensemble (2005)
- ...got lost..., musica per soprano e pianoforte (2008)
- Berliner Kirschblüten, arrangiamento con tre variazioni su una canzone popolare giapponese per sassofono contralto, pianoforte e percussioni (2008)